# Karim Tahar
Karim Tahar (en berbère : ⴽⴰⵔⵉⵎ ⵜⴰⵀⴰⵔ), né le 17 octobre 1931 à Sidi Aïch, en Kabylie (Algérie), est un chanteur, auteur-compositeur-interprète et musicien algérien d’expression kabyle, française et arabe. Il a également été boxeur professionnel et juge.